# McDonnell Douglas F/A-18 Hornet
F/A-18 Hornet je moderni višenamjenski borbeni zrakoplov s prvotnom ulogom palubnog lovca za zaštitu flote. Ulazi u službu početkom 80-ih u Marinskom korpusu i Ratnoj Mornarici SAD-a te ga koristi još nekoliko zemalja, ali SAD su jedine koje ga koriste na svojim nosačima zrakoplova. Zadaće kojima je Hornet namijenjen su prvenstveno lovačka pratnja, zaštita flote iz zraka, SEAD, bliska zračna podrška, udari na zemlju i izviđanje. Međutim, Hornet može izvršiti daleko širi raspon zadaća od presretanja nepoznatih letjelica pa čak i nadopunjavanje goriva u zraku prijateljskih letjelica. Iako je izniman borbeni zrakoplov odličnih manevarski sposobnosti, Hornet ima nešto manji dolet nego neki njegovi suvremenici. Ta glavna slabost se ispravila u novom lovcu F/A-18 Super Hornet, koji je nastao kao evolucija Horneta i s njime dijeli samo veliku vizualnu sličnost.

## Razvoj
F/A-18 je proizašao iz istog programa kao i F-16 Fighting Falcon. Program Lakog lovca (eng. Light Weight Fighter, LWF) je započet još u 60-ima, a cilj mu je bio razviti novi laki lovac koji bi po namjeni bio sličan F-5 Tigeru, no ovaj put s Ratnim zrakoplovstvom SAD-a kao glavnim korisnikom. Program je preimenovan u Lovac za zračnu borbu (eng. Air Combat Fighter, ACF) i Ratno zrakoplovstvo je izrazilo namjeru da kupi 650 ACFa. Natjecala su se dva prototipa, YF-16 i YF-17. YF-16 je pobijedio i u ponešto izmijenjenom obliku postao F-16 Fighting Falcon. YF-17 je postao osnova za novi palubni lovac Ratne mornarice, te je doživio značajne promjene kako bi mogao služiti na nosačima zrakoplova. Konačni rezultat je bio F/A-18 Hornet.

## Operativna uporaba
F/A-18 je ušao u operativnu uporabu u Zračnoj bazi Marinskog korpusa El Toro u siječnju 1983, a Mornarica je svoju prvu eskadrilu opremljenu Hornetima proglasila operativnom u ožujku iste godine. Već prvi prijavci o službi su bili puni hvale, potvrdivši da je Hornet iznimno pouzdan, daleko pouzdaniji od svog prethodnika, F-4 Phantoma. Potvrda o kvaliteti novog lovca je stigla 1986., kada je zračni demonstracijski tim Američke ratne mornarice, Plavi anđeli, odabrao Hornet kao zamjenu za A-4 Skyhawk. Anđeli i danas lete na Hornetu, i to na A i B inačicama. Kada je počeo s borbenim djelovanjima, Hornet je oborio sve rekorde višenamjenskih zadaća, lakoće održavanja i pouzdanosti čak i u borbenim uvjetima.

## Borbena služba
Prva borbena djelovanja su izvršena u travnju 1986. protiv libijske protuzračne obrane. Prvi veliki sukob u kojem je Hornet je bio Zaljevski rat. U njemu su u borbi izgobljena dva F/A-18C i njihovi piloti. Jednoga je oborio irački MiG-25, a drugi je izgubljen zbog neprijateljskog djelovanja u nejasnim okolnostima. Za vrijeme rata su Horneti postigli dva obaranja. Oboreni su lovci bili MiG-21. Oba su srušena tokom jedne misije napada na zemlju. Horneti su oborili iračke lovce bez odbacivanja svojih bombi te nastavili prema meti koju su uspješno bombardirali. To je bilo prvi put u povijesti da lovci na zadatku napadaja na zemlju obore neprijateljske lovce i potom izvrše i početnu zadaću. Ipak, omjer oborenih i izgubljenih lovaca je bio 1:1, što bi samo po sebi bilo katastrofalno. No Hornet se sveukupno ponio izvrsno u teškim okolnostima.

## Tehničke karakteristike
Osnovne karakteristike
- posada: 
F/A-18A/C - 1 
F/A-18D - 2
- dužina: 17,1 m
- raspon krila: 12,3 m
- površina krila: 38 m2
- visina: 4,7 m
- aeroprofil: NACA 65A005 mod (korjen krila), 65A003.5 mod (vrh krila)

Letne karakteristike
- najveća brzina: 1.915 km/h
- ekonomska brzina: 950 km/h
- dolet: 3.330 km (bez oružja)
  - borbeni dolet: 537 km
- brzina penjanja: 254 m/s
- najveća visina leta: 15.000 m
- specifično opterećenje krila: 450 kg/m2
- motor: 2× General Electric F404-GE-402 turbo-mlazna motora s naknadnim izgaranjem

## Ostale inačice
- F/A-18 Super Hornet
- CF-18 Hornet